# Симфония № 16 (Мясковский)
Симфония № 16 F-dur, op. 39 — сочинение русского композитора Н. Я. Мясковского для оркестра тройного состава (без контрфагота) написано в 1935 году и инструментовано в 1936 году. Симфония известна также под не авторским названием «Авиационная». 
Композитор посвятил произведение симфоническому оркестру Московской филармонии (Софил). Партитура впервые напечатана в 1939 году издательством «Искусство».

## История создания
Работа над сочинением продолжалась с августа по 21 декабря 1935 года. Оркестровка была начата 6 марта и завершена 5 апреля 1936 года.
Лесные переклички 2-й части взяты из жизни — об этом писала в воспоминаниях О. П. Ламм — друзья перекликались с композитором в лесу у Николиной горы, когда собирали грибы и ягоды. Поэтому и С. С. Прокофьев писал, что вторая часть переносит слушателя в лес.
Траурный марш третьей части создавался под впечатлением от катастрофы самолёта «Максим Горький». В главной партии мажорного финала, как писал С. И. Шлифштейн, использована мелодия массовой песни Мясковского «Летят самолёты». 
Партитура впервые опубликована в 1939 году издательством «Искусство», затем была переиздана «Музгизом» в 1947 году. Новое издание опубликовано Музгизом в 1953 году. Авторское переложение для фортепиано в 4 руки закончено в 1948 году, П. А. Ламм сделал переложение для фортепиано в 8 рук.

## Части
Сочинение включает 4 части общей продолжительностью от 35 минут в исполнении под управлением К. К. Иванова до 45 минут под управлением Е. Ф. Светланова.
- I. Allegro vivace
- II. Andantino e semplice
- III. Sostenuto. Andante marciale, ma sostenuto
- IV. Tempo precedente. Allegro, ma non troppo

## Исполнения
Шестнадцатая симфония Н. Я. Мясковского впервые была исполнена 24 октября 1936 года в Москве под управлением венгерского дирижёра Э. Сенкара. Сочинение завоевало успех и повторно исполнялось в Москве 8 декабря 1936 года, 21 и 23 января 1937 года. 9 января 1937 года состоялась премьера Шестнадцатой симфонии в Париже под управлением Э. Сенкара.

## Оценки
После премьеры Шестнадцатой симфонии в Москве С. С. Прокофьев дал отзыв и описал свои впечатления в статье «Новая советская симфония» в газете «Советское искусство» (1936, 29 октября, № 50). Мнение друга и младшего коллеги композитора может быть распространено на многие сочинения Мясковского, или даже восприниматься как его творческое кредо: «По красоте материала, мастерству изложения и общей гармоничности построения — это настоящее большое искусство, без поисков внешних эффектов и без перемигивания с публикой. Тут не было ни слащавых наивностей, ни залезания в гробы умерших композиторов за вчерашним материалом. Весь зал единодушно приветствовал симфонию Мясковского». В восприятии Прокофьева в первой части среди разработки напористой и пластичной главной партии и очень русской, очень простой и певучей побочной возникают конфликтные эпизоды; во второй части сквозь простую и очаровательную первую тему «казалось бы, скользит улыбка Глинки».

## Записи
- 1950 — ГСО СССР под управлением К. К. Иванова. Эта запись выпускалась на пластинках фирм «Международная книга» и «Мелодия» в 1952, 1957, Д—09415-6 1962[4] годах, и в 2014 году в комплекте «Николай Мясковский. Избранные симфонии» из трёх компакт-дисков — «Мелодия», MEL CD 10 02268 (3 CD)[10]
- 1993 —  Государственный академический симфонический оркестр России под управлением Е. Ф. Светланова, запись из Большого зала Московской консерватории, выпуски: «Русский диск» RDCD 00662 (2001)[11], Olympia Vol. 12 OCD 742, Alto ALC 1022 (2003)[12], Warner Classic 2564 69689-8 (2007)[13]

## Использование музыки
В 1966 году, когда отмечался 100-летний юбилей основания Московской консерватории, прямые ученики Н. Я. Мясковского Е. К. Голубев, Д. Б. Кабалевский, В. Г. Фере и их воспитанники С. А. Баласанян, А. И. Пирумов, А. Г. Шнитке, а также композиторы младшего поколения  А. А. Николаев, Р. К. Щедрин и другие выпускники кафедры композиции отдали дань памяти главе московской композиторской школы, создав для торжественного концерта Коллективные вариации на темы Шестнадцатой симфонии Мясковского.